# أندريا كارول
أندريا كارول (بالإنجليزية: Andrea Carroll)‏ هي مغنية أمريكية، ولدت في 3 أكتوبر 1946 في كليفلاند في الولايات المتحدة.